# Politique à Cuba

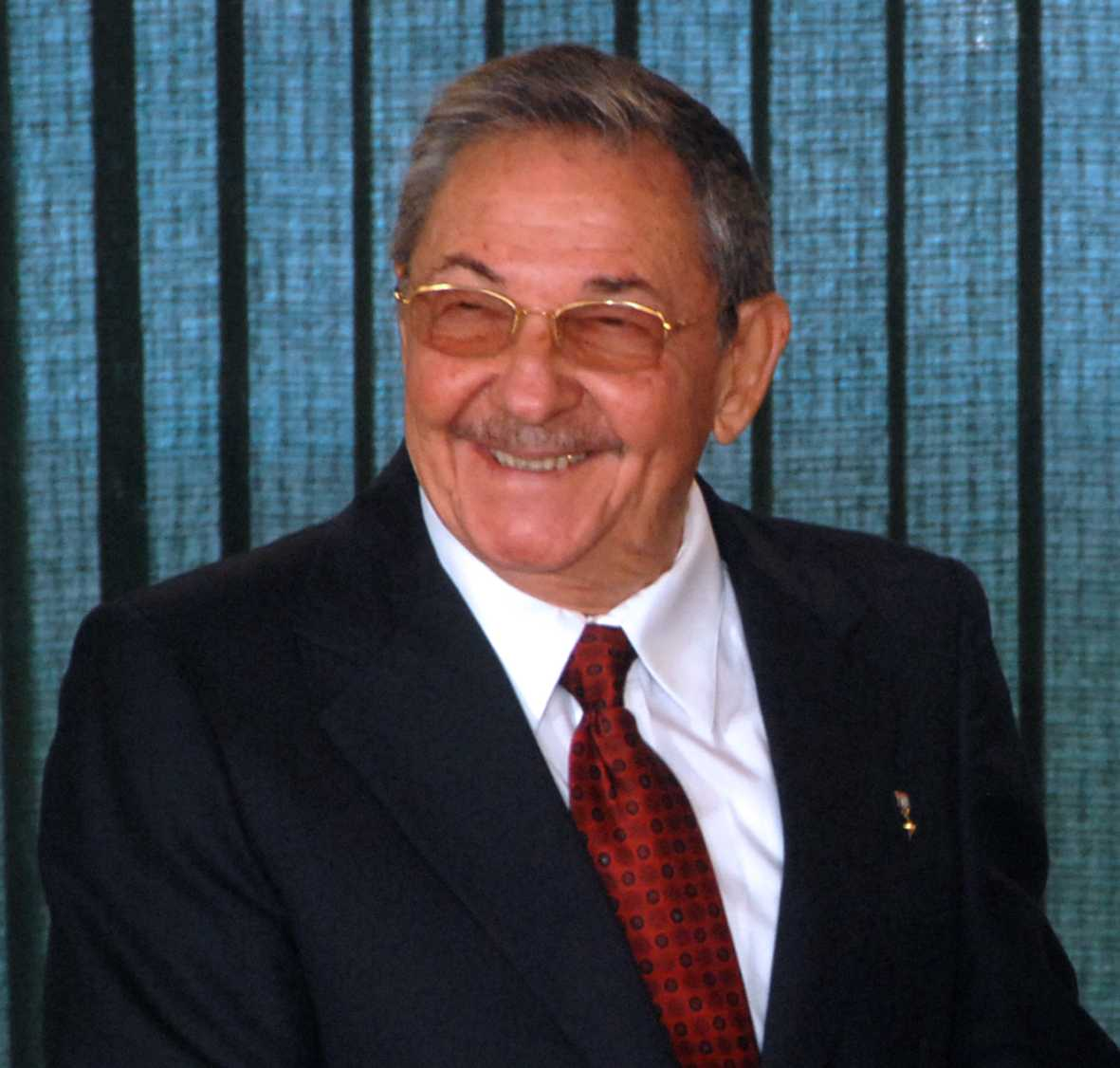
Raúl Castro en 2008.

La politique à Cuba (officiellement la république de Cuba ; en espagnol : República de Cuba) se déroule dans un État défini constitutionnellement comme étant un État socialiste, guidé par les principes énoncés par José Martí et les idéaux politiques de Marx, Engels et Lénine. La constitution cubaine définit le Parti communiste de Cuba comme « la force dirigeante supérieure de la société et de l'État, qui organise et oriente les efforts communs vers les hautes fins de la construction du socialisme et la marche en avant vers la société communiste ».

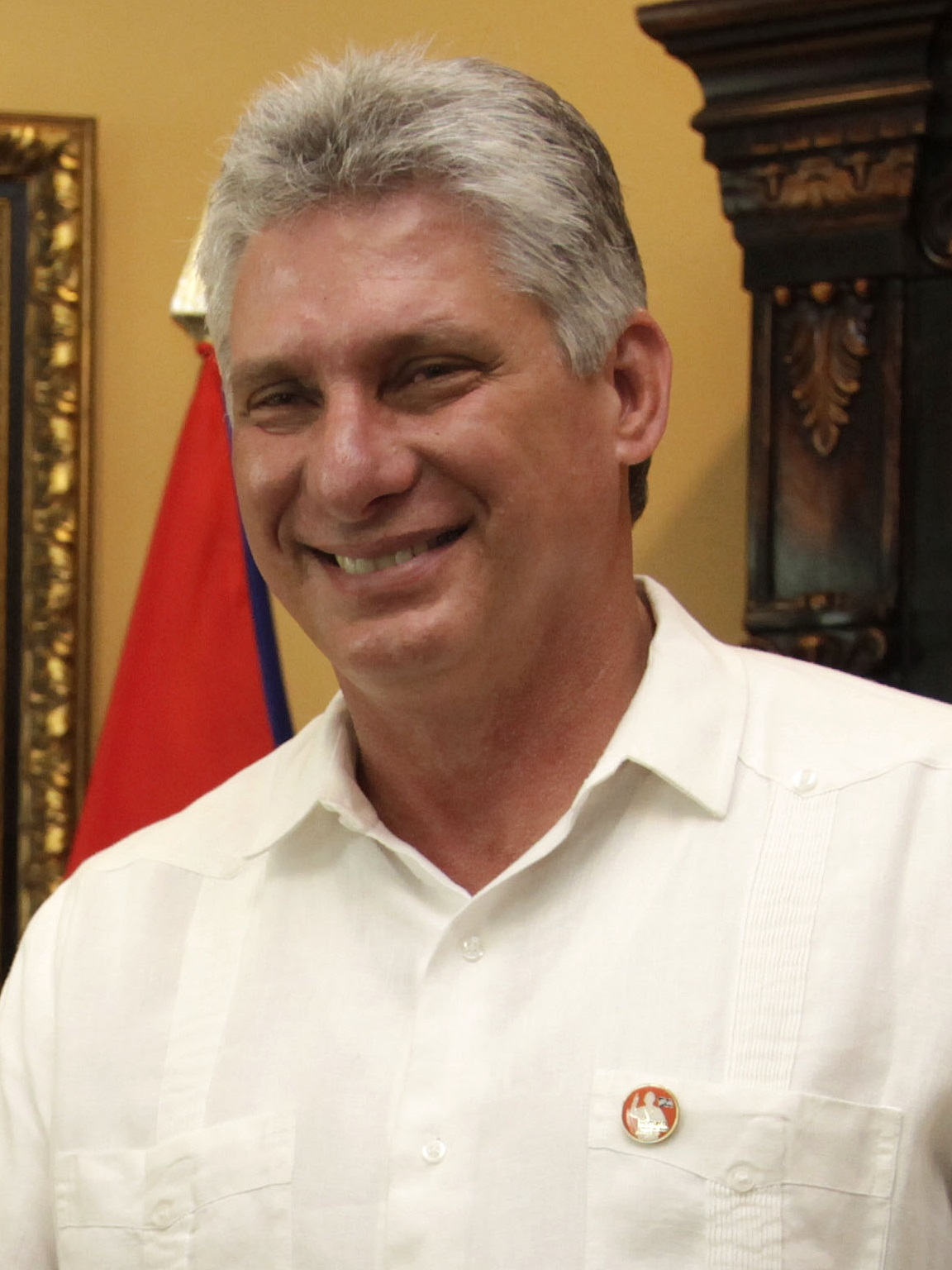
Miguel Díaz-Canel en 2015.

Le pouvoir législatif relève de l'Assemblée nationale du pouvoir populaire, chambre monocamérale. Celle-ci élit les membres du Conseil d'État, qui partage le pouvoir exécutif avec le Conseil des ministres. Le président du Conseil d'État est de droit chef de l'État, président du Conseil des ministres, commandant en chef des forces armées révolutionnaires, et de facto le dirigeant du pays. Ces fonctions sont occupées depuis 2018 par Miguel Díaz-Canel et de 2008 à 2018 par Raúl Castro. Ce dernier a succédé en 2008 à son frère Fidel Castro qui dirigeait auparavant le pays depuis la révolution cubaine de 1959.

## Système électoral
L'article 132 de la constitution cubaine accorde le droit de vote pour tous les Cubains âgés de 16 ans révolus. Les personnes souffrant d'une maladie mentale et les condamnés ne peuvent pas voter.
Il existe trois types d'élections au suffrage universel : les élections municipales, les élections provinciales, et les élections législatives. Théoriquement, à aucun moment de ces élections le Parti communiste n'a le droit de désigner lui-même des candidats ; dans les faits, l'ensemble des candidats sont issus du PCC. Les personnes autorisées à participer aux scrutins sont sélectionnées par la Commission nationale de candidature, qui est composée de membres de la Centrale des travailleurs de Cuba (CTC), de la Fédération des femmes cubaines (FMC) et des Comités de défense de la révolution (CDR) (trois organisations contrôlées par le Parti communiste cubain). La CNC effectue ses choix sur la base de critères comme l'« éthique » et le « patriotisme » des candidats, et leur « histoire révolutionnaire ».
Il est interdit aux candidats aux trois paliers de gouvernement de mener campagne pour leur propre compte et les élections ne sont l'objet d'aucun enjeu ; seules les biographies des candidats sont affichées par les Commissions électorales aux endroits publics,. Selon Olivier Dabène, chercheur au Centre d’études et de recherches internationales, il s'agit d'« un exercice de démocratie sans pluralisme ».
Les élections à l'Assemblée municipale ont lieu tous les deux ans et demi dans chacune des 169 communes. Chacune des communes est divisée en 30 à 200 circonscriptions selon le nombre d'habitants ; chacune envoie un ou deux délégués à l'Assemblée municipale. La loi impose depuis 1992 qu'il y ait au moins deux candidats pour chaque siège à combler à l'Assemblée municipale. Les Comités de défense de la révolution (CDR) convoquent les assemblées d'investiture où les candidats sont désignés par les électeurs à main levée.
Les Assemblées municipales désignent la moitié des candidats aux élections provinciales ; les Assemblées provinciales désignent elles-mêmes la moitié des candidats aux élections législatives. La Commission nationale de candidature désigne les autres candidats aux élections provinciales et législatives parmi des personnalités issues du sport, de la culture, de la science, etc.,. En tout, un seul candidat est proposé par siège à pourvoir. La liste est ensuite transmise à l'Assemblée municipale, qui doit valider chacune des candidatures. Si l'un des noms est refusé, la Commission des candidatures doit proposer une autre personne. Tous les candidats sont ensuite présentés à la population[réf. nécessaire].
Ensuite a lieu le scrutin proprement dit, qui se fait au suffrage universel direct à la majorité absolue. Traditionnellement, les urnes sont gardées par les enfants des écoles, et le dépouillement est public[réf. nécessaire]. Les électeurs peuvent approuver un groupe de candidats — 2 à 5 — se présentant pour un nombre identique de sièges dans leur circonscription. Ils peuvent voter pour un seul candidat, pour plusieurs ou pour aucun. Les électeurs peuvent aussi mettre une croix dans le cercle central de leur bulletin de vote pour approuver tous les candidats, ce qui est encouragé par la propagande électorale.
À l'issue des élections générales, les 1 200 délégués des 14 Assemblées provinciales et les 609 députés de l'Assemblée nationale sont renouvelés.

## Constitution de 2019
Cuba adopte une nouvelle Constitution en 2019 à la suite d'une consultation populaire. Quelque 130 000 réunions publiques ont été organisées entre le 13 août et le 15 novembre 2018, au cours desquelles les participants étaient invités à proposer des modifications du texte présenté par les autorités. Après chaque réunion, les rapporteurs du texte et les élus des diverses instances locales se regroupent au niveau municipal pour compiler les propositions, avant leur traitement informatique. Ce mécanisme est destiné à faire ressortir les articles contestés par la population, mais ne permet pas de connaître avec précision le nombre de personnes opposées à tel article. Un total de 783 174 propositions de modification, ajout ou suppression d'article a été présenté, conduisant à la modification de 60 % du texte initial.
La question de la reconnaissance du mariage homosexuel a suscité les débats les plus houleux en raison de l’opposition des Églises et de la majorité de l'opinion publique. Le texte final de la Constitution a choisi l’ambiguïté afin de permettre une potentielle évolution  du code de la famille. La consultation a par ailleurs conduit à la réaffirmation de la nature communiste de l’État, que les autorités avaient souhaité faire retirer.
Le projet de Constitution est adopté par referendum le 24 février 2019 avec 86, 85 % de votes en faveur du « oui » et un taux de participation de 84,41 %.

## Organes politiques

### Partis politiques
L'actuel Parti communiste de Cuba fut constitué en 1961, deux ans après la révolution cubaine, à la suite de la fusion du Mouvement du 26 juillet de Fidel Castro, du Parti socialiste populaire - le PCC originel fondé en 1920 - et du Directoire révolutionnaire du 13 mars. D'abord nommé Organisation révolutionnaire intégrée puis Parti unifié de la révolution socialiste cubaine, il adopte son nom actuel en 1965. Fidel Castro fut le premier secrétaire du Parti de sa fondation jusqu'au 19 avril 2011, date à laquelle lui succéda son frère Raúl Castro. Le parti comporte une organisation de jeunesse appelée Union des jeunes communistes.
Le Parti communiste de Cuba a longtemps gouverné en tant que parti unique et seule la presse officielle est autorisée. En 1992, une réforme de la constitution a réaffirmé le caractère socialiste de l’État ; en revanche les références idéologiques au marxisme-léninisme ont cédé la place aux liens géopolitiques avec l’Amérique latine et les Caraïbes. Des partis d'opposition ont été autorisés, mais comme le Parti communiste, n'ont pas la permission de présenter des candidats aux élections. Leur droit à l'expression politique demeure sévèrement contrôlé et leurs tentatives de se livrer à des activités publiques seraient systématiquement suivies ou précédées de mesures d'intimidation, voire d'arrestations de leurs militants selon Juan José Lopez. Granma, journal officiel du Parti communiste, affirme qu'à Cuba, « il n'y a pas d'opposition mais une contre-révolution stimulée et payée ». Lors du huitième Congrès du Parti communiste de Cuba, du 16 au 19 avril 2021, les références au marxisme-léninisme disparaissent dans le rapport central du congrès mais aussi par l'absence d'images de Marx, Engels et Lénine dans les locaux du congrès.

### Assemblée nationale du pouvoir populaire

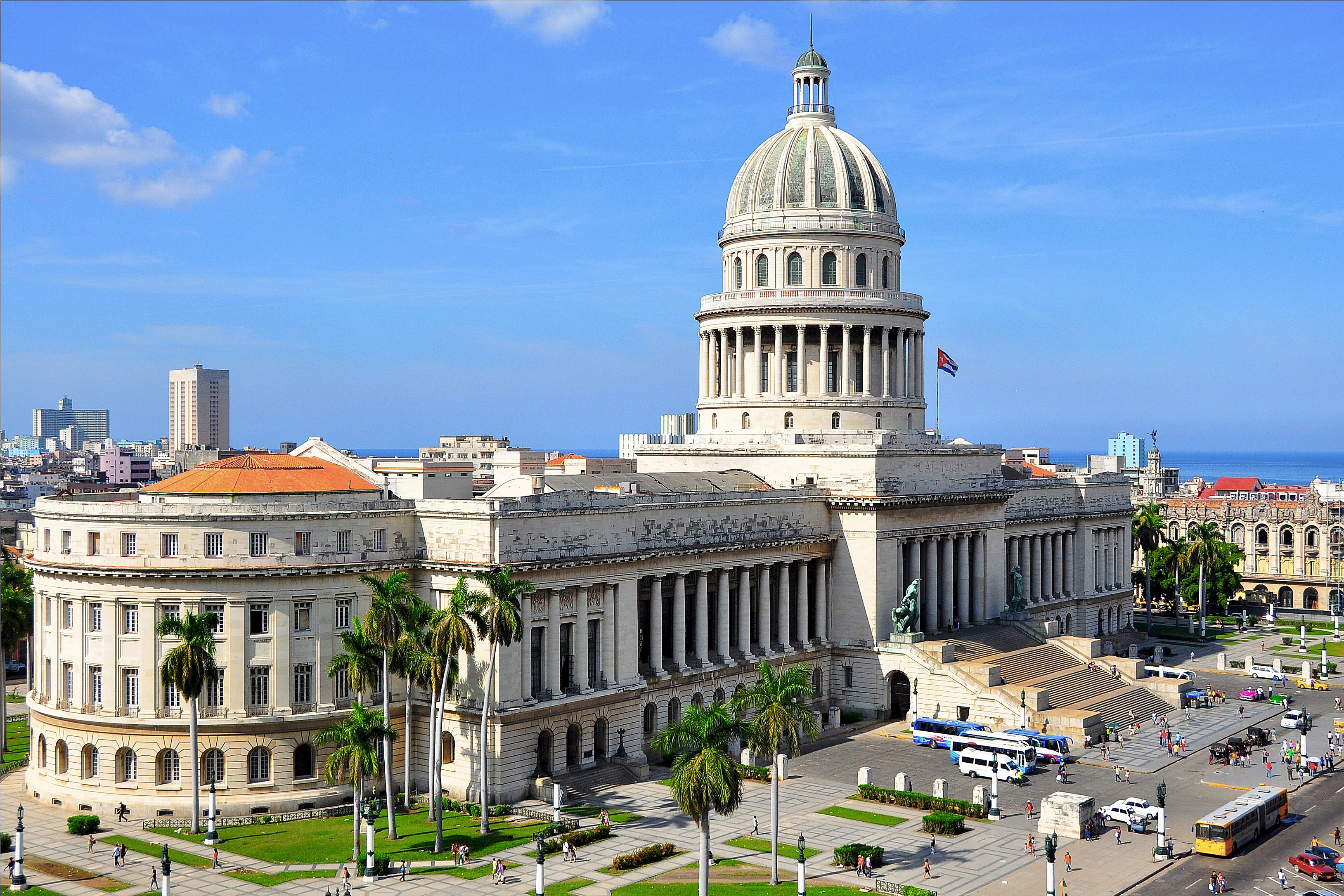
El Capitolio, siège de l'Assemblée nationale du pouvoir populaire.

À la suite de la révolution cubaine de 1959, la république de Cuba fut dépourvue de Parlement jusqu'au milieu des années 70. La première législature du nouveau Parlement nommé Assemblée nationale du pouvoir populaire est issue des élections législatives qui se sont tenues en 1976 après la ratification de la Constitution de 1976.
Selon l'article 69 de la Constitution, l'Assemblée nationale du pouvoir populaire est l'organe suprême du pouvoir de l'État, et le seul organe disposant à la fois de pouvoirs législatifs (voter les lois) et constituants (modifier la Constitution). Elle est composée de 612 députés élus pour 5 ans. Un député représente environ 20 000 habitants selon la loi électorale. L'assemblée se réunit deux fois par an afin d'élire le président du Conseil d'État et entériner ses décisions. Après les élections, elle élit son président (actuellement Esteban Lazo), son vice-président, et son secrétaire. Aucun des députés n'est payé pour sa fonction; ils continuent à exercer leur vie professionnelle. Ils peuvent en théorie être révoqués par leurs électeurs, cependant en pratique le pouvoir révocatoire n'a pas été utilisé depuis 1998, et est aux mains de la justice « qui décide au nom du peuple » et non des électeurs.
L'Assemblée élit parmi ses députés le Conseil d'État. Elle désigne également le Conseil des ministres, dont les membres peuvent être choisis en dehors de l'Assemblée. Les juges du Tribunal suprême populaire, le plus haut organe judiciaire, sont aussi élus par les députés[réf. nécessaire].
Dans les faits, l'Assemblée nationale du pouvoir populaire ne fait qu'approuver après coup les décisions prises par le Conseil d'État et le Conseil des Ministres,.

### Conseil d'État
Le Conseil d'État est l'organe de l’Assemblée nationale qui la représente entre deux sessions. Formé de 31 membres, il représente l'État cubain sur le plan national et international. Il est habilité, entre autres, à déterminer la tenue de sessions extraordinaires de l’Assemblée nationale, à fixer la date des élections en vue du renouvellement, et à faire des décrets-lois entre deux sessions de l'Assemblée.
Le Conseil d'État se compose comme suit :
- un président ;
- un premier vice-président ;
- cinq vice-présidents ;
- un secrétaire ;
- vingt-trois autres membres[1].

Le président du Conseil d'État, actuellement Miguel Díaz-Canel, est, conformément à la Constitution, également chef de l'État et chef de gouvernement.
À la suite du renouvellement du 24 février 2013, 17 des 31 membres (55 %) du Conseil d'État y siègent pour la première fois. Parmi tous les membres, 13 sont des femmes, 12 sont noirs ou métis et 19 sont nés après la révolution cubaine.

### Conseil des ministres
Le Conseil des ministres est le gouvernement de Cuba, il est dirigé par le président du Conseil d'État. Il est chargé d'organiser l'ensemble de la politique intérieure et extérieure du pays selon les orientations décidées par l'Assemblée nationale.

### Tribunal suprême populaire
Le Tribunal suprême populaire ainsi que les autres tribunaux institués par la loi rendent la justice au nom du peuple. En vertu de l'article 121 de la Constitution, ils sont indépendants mais sont «subordonné[s] sur le plan hiérarchique, à l’Assemblée Nationale du Pouvoir Populaire et au Conseil d’Etat». Les juges peuvent être révoqués par l'organe politique qui les a désignés.
L'Assemblée nationale élit les juges, dont le président et les vice-présidents, du Tribunal suprême populaire. Le Conseil d'État peut, à travers le Conseil de gouvernement du Tribunal suprême populaire, donner des instructions générales aux tribunaux.
À Cuba, les avocats sont des employés de l'État. Selon Amnesty International, cela pourrait porter atteinte au droit à la défense, car les avocats des accusés pourraient hésiter à confronter les procureurs et à questionner les preuves soumises par les institutions de sécurité.

### Assemblées municipales et provinciales

Signature de Fidel Castro.

Les Assemblées locales sont considérées comme les organes supérieurs du pouvoir de l'État dans leur province ou leur commune. Elles s’occupent de diriger les entités liées aux secteurs économique, de la production et des services qui sont directement de leur[Quoi ?]

### Comités de défense de la révolution

Emblème des Comités de défense de la révolution.

Fondés en 1960, les comités de défense de la révolution (CDR) sont un réseau de surveillance locale de la population doté de responsabilités multiples. Chacun de ces comités est dirigé par un Président nommé par le Parti communiste,. Aux dires de Fidel Castro, ils forment un «système de vigilante révolutionnaire collective qui permet à chacun de connaître chacun, de savoir ce que font les autres, ce à quoi ils se consacrent, qui ils rencontrent, quelles sont leurs activités». Les CDR forment la «clef de voûte de l'édifice totalitaire» cubain : «Si les CDR disparaissent, le régime s'écroule».
Selon les médias cubains, les comités de défense de la révolution ont pour but de défendre Cuba des actions du Pentagone et de la CIA,. Exerçant une surveillance de jour comme de nuit, ils garantiraient par ailleurs la sécurité de tous, en prévenant le gangstérisme et le trafic de drogue, problèmes qui touchent particulièrement les États-Unis et l'Amérique latine.
Les CDR jouissent d'un grand nombre de compétences : alphabétisation, vaccination, hygiène, gestion des déchets et du recyclage, lutte contre la prostitution, lutte contre le gaspillage énergétique, règlement des conflits conjugaux, regroupement en lieu sûr des citoyens en cas de cyclone, lutte pour l'élimination du moustique infecté par la dengue, etc,, En matière politique, les CDR sont aussi responsables d'encourager les citoyens à participer aux élections et de les mobiliser en vue des manifestations. Il n'est pas obligatoire d'être membre d'un CDR, mais ne pas participer à ses activités peut rendre suspect aux yeux des autorités et rendre beaucoup plus difficile l'obtention d'un emploi auprès d'un centre de travail.
Les CDR sont organisés à l'échelle d'un immeuble ou d'un  pâté de maisons, regroupés dans des structures de communes et de provinces.
Après la manifestation anti-castriste d'août 1994, les Comités de défense de la révolution se sont dotés d'une « Brigade de réponse rapide » pour s'opposer immédiatement à toute manifestation spontanée d'opposition au pouvoir.En 2015, les comités de défense de la révolution sont constitués de 135 519 unités avec 8 millions de membres sur les 11 millions d’habitants de Cuba.
Ils sont communément appelés les « trompetas » (les balances) car ils sont notamment chargés de rapporter les faits et gestes des habitants. Les opposants dénoncent : « un système de surveillance continu et oppressant, notamment par l’organisation de patrouilles de nuit et un réseau d’informateurs ». Par contre les proches du régime rappellent que les cederistas ont « participé aux campagnes d’alphabétisation, de vaccination contre la polio et à la mise en place de la distribution de nourriture à la suite de l'embargo américain ». Selon eux, ils sont aujourd'hui un des garants de la sécurité de Cuba. Ils répriment les critiques du régime comme celles par exemple des Dames en blanc (épouses et sœurs de prisonniers politiques).

## Droits civiques
L'article 62 de la constitution de Cuba précise : « Aucune des libertés reconnues au citoyen ne peut être exercée contre les dispositions établies par la Constitution et la loi, ni contre l'existence et les objectifs de l'État socialiste, ni contre la décision du peuple cubain de construire le socialisme et le communisme. L'infraction à ce principe est punissable ».
À plusieurs reprises, la Commission des droits de l'homme de l'Organisation des Nations unies a condamné Cuba pour le non-respect des droits de l'homme : par exemple en 1996 à la suite de la répression menée contre les dissidents et le 17 avril 2003 après l’arrestation de 75 opposants, jugés selon une procédure sommaire pour avoir, selon le gouvernement cubain, reçu de l'argent de l'ambassade américaine dans le but de susciter des actes hostiles à Cuba[réf. nécessaire].
De nombreuses associations de défense de droits de l'homme comme Amnesty International ou Human Rights Watch dénoncent la répression exercée par le régime de Castro,. En mars 2010, le parlement européen a voté à 90 % une résolution demandant à Cuba la libération des prisonniers d'opinion.
Les partisans de Fidel Castro contestent l'objectivité de ces rapports. Le journaliste français Salim Lamrani, prenant appui sur le rapport 2006 d'Amnesty International, déclare que la situation des droits de l'Homme à Cuba est bien meilleure que dans le reste de l'Amérique latine. En effet, selon le rapport, aucun cas de torture, d'assassinat ou de disparition politique n'aurait eu lieu à Cuba. Adolfo Pérez Esquivel, artiste argentin et titulaire du prix Nobel de la paix en 1980, affirme que « Le discours sur les droits de l'homme à Cuba est purement idéologique et ne vise qu'à justifier le blocus de Washington. [...] À Cuba, il n'est pas d'enfants vivant dans la rue; santé et éducation sont gratuites. Les pays qui condamnent Cuba ne parlent pas de ces droits-là. ».

### Situation politique

Carte de l'indice de démocratie. Cuba, en rouge, est classé dans les régimes autoritaires.

Étant donné son régime à parti unique, Cuba est assimilée par la plupart des observateurs à une dictature, constat qui est partagé entre autres par des journalistes,,,, et des organisations non gouvernementales de défense des droits de l'homme telles que la Fédération internationale des droits de l'homme,. Cuba est placée depuis 2006 parmi les « régimes autoritaires » au sein du classement de l'indice de démocratie, recevant alors une note globale de 2,59 sur 10 et se classant au 142e rang parmi 167 pays étudiés.
Pour le professeur Pierre Vayssière et le journaliste Olivier Languepin, l'ordre constitutionnel mis en place en 1976 a fait de Cuba un système politique pyramidal d'inspiration soviétique,. L'historien Pierre Rigoulot décrit le régime des deux premières décennies suivant la révolution comme étant un « système totalitaire » où les opposants et ceux considérés comme déviants par l'État (homosexuels, religieux...) étaient jetés en prison ou dans des camps, les unités militaires d'aide à la production, créés au début des années 60 et qui ne disparurent qu'au début des années 1980. Pour Alain Abellard, le régime castriste est une version « tropicale » des anciens régimes du Bloc de l'Est, dirigée par un homme, Fidel Castro, qui aux dires de Tad Szulc est un « dictateur impitoyable » « qui a trahi la démocratie libérale au nom de laquelle il avait rallié des millions de Cubains à sa cause ». Le World Factbook de la CIA considère que Cuba est un État communiste. Lors des élections locales de 2015, pour la première fois deux des 27 000 candidats étaient de l'opposition. Cependant, une forte campagne politique est menée contre eux.
Pour les partisans du système politique cubain mis en place depuis 1959, Cuba est une démocratie car le président du Conseil d'État, qui est à la fois chef d'État et chef du gouvernement, est élu par les députés de l'Assemblée nationale, qui sont eux-mêmes élus par vote direct de la population.
Plusieurs personnalités politiques françaises de gauche ont estimé que Cuba n'est pas une dictature : Danielle Mitterrand, présidente de la fondation France Libertés en 1996, Jean-Luc Mélenchon, président du Parti de Gauche en 2011, Pierre Laurent, secrétaire général du Parti communiste en 2013, ainsi que Ségolène Royal, ministre de l'Écologie en 2016.
Pour les partisans du régime, Cuba se rapprocherait d'une « démocratie participative » (par opposition à une démocratie représentative) et non d'une dictature. Ainsi, le réseau des comités de défense de la révolution, foyers de discussion ouverts à tous les citoyens, permettrait de faire remonter directement les aspirations populaires jusqu'au sommet de l'État. Par ailleurs, en vertu des articles 68 et 112 de la Constitution cubaine, dans tous les organes de l'État, « les élus sont dans l'obligation de rendre compte de leurs actes devant leurs électeurs » et « le mandat des délégués des Assemblées locales est révocable à tout moment » par les citoyens. La Constitution reconnaît en outre le droit à l'initiative populaire. S'emparant de ce droit constitutionnel, des citoyens cubains présentèrent en 1998 une initiative législative nommée Projet Varela pour obtenir plus de droits (élections libres, libération des prisonniers politiques, liberté d'expression, etc.). Le gouvernement répliqua en 2002 par une contre-initiative stipulant que «le système socialiste est permanent et irrévocable». Celle-ci fut largement approuvée lors d'un référendum où la seule option possible était d'approuver la proposition. Les auteurs du projet Varela ont été emprisonnés lors du Printemps noir.

### Prisonniers politiques
Selon un rapport publié le 10 janvier 2005 par la Commission cubaine pour les droits de l’homme et la réconciliation nationale (CCDHRN), 294 prisonniers politiques sont encore enfermés à Cuba, contre 327 début 2004. Selon ce rapport, en 2004, au moins 21 personnes ont été emprisonnées pour des motifs politiques. Il rappelle également que le gouvernement cubain continue de refuser l’accès aux prisons au Comité international de la Croix-Rouge (CICR) et à la Commission des droits de l'homme de l'ONU. Selon Le Livre noir du communisme, plus de 100 000 Cubains ont connu depuis 1959 les camps et les prisons en raison de leurs opinions, et de 15 000 à 17 000 personnes ont été fusillées.
Entre 1965 et 1967, des objecteurs de conscience (comme les témoins de Jéhovah), des homosexuels (comme Reinaldo Arenas) et des analphabètes, dispensés du port des armes, étaient envoyés à la place dans des Unités militaires d'aide à la production  (UMAP) pour effectuer leur service militaire. C'est le cas du cardinal Jaime Ortega qui est passé par les camps militaires de « rééducation » en 1966-1967.
Selon les détracteurs du gouvernement cubain, plusieurs écrivains cubains ont été persécutés : peu de temps après la révolution, le journal Lunes de Revolución fut interdit et ses écrivains homosexuels publiquement dénoncés et renvoyés. Le dramaturge Virgilio Piñera est arrêté pour délit d'homosexualité en 1961 et son œuvre est censurée par le régime. Selon Jacobo Machover, en 1971, le poète Heberto Padilla fut arrêté et emprisonné par la Sécurité de l’État et contraint de se livrer publiquement à son autocritique. Il affirme également que María Elena Cruz Varela fut obligée d'avaler ses poèmes en présence de sa fille puis emprisonnée pendant deux ans (1991-1993).

### Liberté d'expression et de la presse
Selon Amnesty International et Reporters sans frontières, de nombreux journalistes et opposants sont emprisonnés. En outre, la justice cubaine étant contrôlée par le gouvernement, plusieurs journalistes dissidents ont été emprisonnés sans avoir été jugés. Le pays est classé 169 sur 180 pour le peu de liberté qu'il y est laissé à la presse par Reporters sans frontières. L'objectivité de ce classement est toutefois remise en cause par Salim Lamrani.
Tous les médias à Cuba appartiennent à l'État, Et ne peuvent relever d'aucune façon de la propriété privée, conformément à l'article 53 de la Constitution.Le principal quotidien cubain est Granma, l'organe de presse du Parti communiste tiré à 450 000 exemplaires. Ensuite vient Juventud rebelde, publié par l'UJC, qui publie entre autres des débats.
Officiellement, le « délit d'opinion » n'existe pas d'après l'article 54 de la constitution cubaine. La raison invoquée pour la plupart des condamnations de journalistes est la trahison, ou « travail de concert avec une puissance étrangère dans l’objectif d’ébranler le Gouvernement cubain ». Les dissidents condamnés ne sont pas accusés d'avoir une opinion divergente, mais d'avoir reçu de l'argent de l'ambassade américaine pour déstabiliser le régime et faciliter la mise en place du blocus. Selon plusieurs chefs d'État et spécialistes, ces pratiques d'ingérence seraient fréquemment utilisées par les États-Unis, par exemple par le biais de la National Endowment for Democracy (NED).

### Liberté de réunion et manifestations
Les manifestations de 1994 ont été durement réprimées. En 2014, les familles des prisonniers politiques qui manifestaient ont également été arrêtées. Après la mort de Fidel Castro, en 2016, les opposants qui avaient appelé à manifester ont été arrêtés.

### Internet et la censure
L'ouverture d'une ligne internet est soumise à l'autorisation des autorités de l'île. L'utilisation d'internet ne doit pas « compromettre la sécurité d'État » ni aller contre « les lois et principes moraux du pays », des motifs suffisamment flous pour couper arbitrairement un accès à internet. Cuba détient le taux d’accès à internet le plus bas d’Amérique latine. Selon les détracteurs de Cuba, les cybercafés sont surveillés et trop coûteux pour la population. D'après eux, les clients seraient dans l'obligation de décliner leur identité. La recherche de mots-clés jugés « subversifs » par le régime entrainerait la fermeture du programme. Les dissidents tels que Guillermo Fariñas (qui a reçu le prix Cyberliberté de RSF en 2006) luttent pour la liberté d'expression et d'information sur internet. D'autre part, capter les chaînes étrangères de télévision reste interdit par le gouvernement.
Les Cubains sont peu équipés en matériel informatique : avec 3,3 ordinateurs pour 100 habitants, c'est l'un des taux les plus faibles du monde. Jusqu'en 2008, la possession d'un PC ou d'un lecteur DVD était interdite. Et il n'existe qu'un seul opérateur dans le pays, la société ETEC SA. L'URSS fournissait à l'île l'essentiel de l'électricité dont elle avait besoin. Après la chute de l'Union soviétique, Cuba a donc dû faire face à de nombreuses coupures de courant. Le gouvernement a alors décidé de limiter au maximum la vente des appareils à haute consommation électrique, comme les téléviseurs, les micro-ondes et les ordinateurs. Cette interdiction a été levée en mai 2008, mais un ordinateur coute en moyenne 800 dollars, ce qui est hors de portée de la plupart des Cubains.
De même, le gouvernement peut expliquer la difficulté d'accès à internet par des raisons pratiques. En raison de l'embargo américain auquel est soumise l'île, le seul moyen pour Cuba d'accéder au réseau est de passer par le satellite, une pratique très coûteuse. Pour parer à ce problème, Cuba et le Venezuela envisagent en 2006 d'installer un câble sous-marin reliant les deux pays. Les travaux commencent en 2007 et s'achèvent en 2011. Le câble est mis en service en janvier 2013. Les États-Unis proposent en janvier 2016 de poser un deuxième câble, entre la Floride et Cuba, ce qui permettrait de meilleures performances.

## Politique internationale

### Relations avec l'URSS puis la Russie
Pendant la guerre froide, l'URSS achète la production de canne à sucre cubaine à prix élevé, en échange de pétrole. Les deux pays coopèrent militairement.

### Relations avec le Venezuela et l'ALBA
Depuis l'accession à la présidence d'Hugo Chávez, les relations entre Cuba et le Venezuela se sont grandement améliorés. Les deux pays ont créé l'ALBA (Alliance bolivarienne pour les Amériques) visant à établir un « socialisme du XXIe siècle ». En 2017, 12 pays sont membres de l'ALBA.

### Embargo
Les États-Unis appliquent un embargo contre Cuba à la suite de la Crise des missiles de Cuba en 1962.
Cette ingérence est condamnée chaque année par le gouvernement de Cuba devant l'ONU. Une série de résolutions réaffirment la condamnation de ce blocus par la communauté internationale. Ainsi, en 2003, seuls Israël, les îles Marshall et les États-Unis rejetèrent la résolution 58/7 des Nations unies sur la nécessité de mettre fin à l'embargo économique, commercial et financier imposé par les États-Unis envers Cuba. 179 pays l'acceptèrent et deux s'abstenaient (Maroc et Micronésie). Le président George W. Bush met en place une Commission d'assistance à un Cuba libre pour examiner les moyens par lesquels les Etats-Unis peuvent accélérer et faciliter la transition démocratique de Cuba.

### Relations avec l'Union européenne
Le vendredi 11 mars 2016, Cuba et l'UE ont signé un accord de normalisation de leurs relations, avec la haute représentante de l'UE pour les Affaires étrangères, Federica Mogherini.
Avec cet accord, l'UE abandonne la « position commune » de 1996.
L'accord concerne trois chapitres : le dialogue politique, la coopération et au dialogue concernant les politiques sectorielles, les échanges commerciaux et la coopération commerciale.
Après avoir eu un ambassadeur, l'UE cherche à normaliser ses relations diplomatiques à travers l'accord de dialogue politique et de coopération.
L'UE est le deuxième importateur de produits cubains après le Venezuela. Ces achats couvrent 835 millions d’euros. L'UE est aussi le premier exportateur de marchandises vers Cuba à hauteur de 1,8 milliard d’euros.

## Historique
À la suite de la guerre des Dix Ans, le pacte de Zanjón de 1878 autorise pour la première fois la formation de partis politiques, la liberté de réunion et de presse. Le Parti libéral de Cuba est fondé en 1878.
Cuba prend son indépendance de l'Espagne à la suite de la guerre d'indépendance cubaine qui se termine en 1899. L'élection constituante a lieu le 15 septembre 1900, et Cuba dispose de sa première constitution en 1901. Le premier président cubain est Tomás Estrada Palma.
Des crises politiques ont pour conséquences des interventions américaines en 1906, 1909, 1917 et 1919.
Entre 1925 et 1933, le général Gerardo Machado y Morales dirige un gouvernement autoritaire.
De 1933 à 1940 et de 1952 à 1958, Fulgencio Batista dirige le pays. Le second règne de Batista est marqué par la corruption de son régime et une collaboration avec les États-Unis. Dès 1953 les rebelles dirigés par Fidel Castro organisent une attaque contre un camp militaire, mais ils seront repoussés et Fidel Castro devra quitter l’île, avant de revenir en 1956 continuer la révolution. Le 1er janvier 1959, Batista annonce sa démission au poste de président. Le docteur Manuel Urrutia accède alors au poste de président et Fidel Castro au poste de premier ministre. Urrutia quittera le pouvoir la même année. 
La révolution cubaine apporte donc un gouvernement nationaliste à Cuba. Fidel Castro met alors en place de nombreuses réformes et ne tardera pas à nationaliser tous les secteurs économiques de l’île, qui étaient possédés en majorité par des Américains. Les tensions montent alors entre Cuba et les États-Unis. L’URSS, voyant en l’île un potentiel allié, commence son rapprochement avec elle dès 1959. En 1960, Cuba entretient un lien économique très fort avec L’URSS et l’influence du socialisme se fait sentir de plus en plus sur l’île. Le 4 janvier 1961, le Président Eisenhower déclare que les relations diplomatiques entre Cuba et les États-Unis sont terminées et le 16 avril 1961, Fidel Castro déclare le caractère socialiste de la révolution cubaine. Le lendemain marque le début du débarquement de la baie des Cochons par des exilés cubains entraînés par l’armée américaine. 3 jours plus tard, l’armée cubaine maîtrise l’invasion. 
Toujours en 1961, pour renforcer le lien déjà fort entre l’URSS et Cuba, Fidel Castro déclare que la nature de la révolution est marxiste-léniniste. Le 7 février 1962, les États-Unis décrètent un embargo contre Cuba. La même année, les Soviétiques construisent une base de lancement de missile sur l’île et installent des missiles à tête nucléaire qui pointent vers les États-Unis, ce qui mènera à la crise des missiles de Cuba en octobre. Les missiles soviétiques seront retirés à la fin de la crise et les deux pays conserveront leurs liens jusqu’en 1991.
En décembre 1991 l’URSS est dissoute et le modèle économique soviétique s'effondre. Ces événements viendront gravement toucher l’économie de l’île des Caraïbes, qui vient de perdre son principal allier économique. Le niveau de vie sur l’île chute alors radicalement. 
Fidel Castro président de Cuba depuis 1976 finira par quitter le pouvoir en 2008 pour laisser sa place à son frère Raoul. Il restera président jusqu’en avril 2018, avant de laisser sa place à Miguel Diaz-Canel.